# Рикельме, Родриго (футболист, 1984)
Родриго Фабиан Рикельме Кабрера (исп. Rodrigo Fabián Riquelme Cabrera; 1 июня 1984 года, Колония-де-ла-Вирхинидад) — парагвайский футболист, защитник.

## Клубная карьера
Родриго Рикельме начинал свою карьеру футболиста в парагвайском клубе «Соль де Америка». В 2004—2005 годах он выступал за чилийский «Рейнджерс», а в 2006 году — за парагвайский «12 октября». В 2007 году Рикельме вновь играл за «Рейнджерс», а в 2008 году — за «Курико Унидо». Первую половину 2009 года он провёл за «Коло-Коло», а затем перешёл в «Палестино», за который отыграл следующие 5,5 лет.
В 2015 году Родриго Рикельме отыграл за чилийский клуб «Депортес Антофагаста». В середине 2016 года он перешёл в «Курико Унидо», в то время выступавший в чилийской Примере B. По итогам сезона 2016/17 «Курико Унидо» победил в лиге и вернулся в чилийскую Примеру. В январе 2018 года парагваец пополнил состав вылетевшего в Примеру B «Сантьяго Уондерерс».